# Гона (Сачхерский муниципалитет)
Гона (груз. ღონა) — село в Грузии, на территории Сачхерского муниципалитета края (мхаре) Имеретия.

## География
Село находится в центральной части Грузии, на правом берегу реки Квирилы, на расстоянии 10 километров к востоку от города Сачхере, административного центра муниципалитета. Абсолютная высота — 615 метров над уровнем моря.

## Население
По результатам официальной переписи населения 2014 года, в Гоне проживало 796 человек (387 мужчин и 409 женщин). В национальной структуре населения грузины составляли 99,6 %, русские — 0,4 %.
| Год  | Население, человек |
| ---- | ------------------ |
| 2002 | 796                |
| 2014 | → 796              |